# Panimávida
Panimávida (del mapudungun: panimávida ‘cerro de pumas’) es un pueblo de la comuna chilena de Colbún, Provincia de Linares, Región del Maule, de antigua fama en Chile como tradicional centro termal e hidromineral, y ubicado al pie de la precordillera de dicha provincia. Su altitud es de 274 m s. n. m.
El pueblo tiene una superficie de 2 km², una población (según el Censo del INE de 2002), de 1.473 habitantes permanentes (737 varones, 736 mujeres) y 482 viviendas. Hasta 1927, Panimávida fue la cabecera de la comuna de su nombre, la cual desde entonces pasó a denominarse Colbún y actualmente tiene su cabecera en el pueblo homónimo. 
Panimávida se encuentra a 20 km al noroeste de Linares y a 69 km al sureste de Talca, en ambos casos por caminos asfaltados.
En las cercanías de Panimávida se encuentran el lugar de Rari, conocido por sus artesanías en crin, y el complejo termal de Quinamávida.

## Termas de Panimávida
Las termas del lugar son conocidas en todo Chile gracias a Luis Risopatrón que las describió en su Diccionario Jeográfico de Chile de 1924:: 630 
Panimávida (Baños de) 35° 45' 71° 24'. Son surtidos por aguas de 7 manantiales, mui abundantes, claras, de gusto desagradable, que no emiten espontáneamente gas alguno, no se enturbian espuestas al aire i son de mineralizacion débil, cloruradas, sódicas-magnesianas, ferrujinosas, bicarbonatadas, sulfatadas etc; una sola fuente produce 600 litros por hora. Brotan en una vega a 350 m de altitud, con 31,3° C de temperatura, se consideran eficaces en el tratamiento de multitud de enfermedades i se encuentran a 26 kilómetros al NE de la ciudad de Linares, con cuya ciudad están ligados por ferrocarril; la localidad es de temperamento templado i agradable, pues la temperatura máxima del aire a la sombra, es de 31° C. Ofrecen un hotel confortable, con comodidad suficiente para gran numero de pasajeros, cuentan con servicio de correos i telégrafos i espenden gran cantidad de agua embotellada, para la mesa. 61, XXXIX, p. 263; i CXLVI, p. 599; 62, I, p. 295; 63, p. 353; 85, p. 160; 104, p. 35 i perfil; 155, p. 514; i 156; aldea en 68, p. 159; baños de Panimávida en 61, 1850, p. 276; i termas Baños de Panimávida en 68, p. 37.